# Bisdom Tshumbe
Het bisdom Tshumbe (Latijn: Dioecesis Tshumbeensis) is een rooms-katholiek bisdom in Congo-Kinshasa met als zetel Tshumbe (Sainte-Mariekathedraal). Het is een suffragaan bisdom van het aartsbisdom Kananga en werd opgericht in 1959. Het grenst aan de bisdommen Kole, Kindu, Kabinda, Kananga en Mweka.
De eerste missiepost in Tshumbe (in de huidige provincie Sankuru) werd geopend in 1910. Er volgden missieposten in Katako-Kombe (1913), Lodja (1916) en Lubefu (1917). Het bisdom is ontstaan uit de in 1936 opgerichte apostolische prefectuur Tshumbe. In 1947 werd Tshumbe een apostolisch vicariaat en op 10 november 1959 een bisdom. De eerste bisschop was Joseph Hagendorens, C.P., die al vanaf 1936 hoofd van de missie was. Hij richtte twee diocesane congregaties op, een voor mannen en een voor vrouwen. In 1968, bij zijn emeritaat, telde het bisdom al 12 inlandse priesters. Hij werd opgevolgd door zijn voormalige pupil Albert Tshomba Yungu.
In 2017 telde het bisdom 21 parochies, verdeeld over drie dekenaten (Sainte-Marie, Saint-Martin en Saint-Désiré). Het bisdom heeft een oppervlakte van 60.000 km2 en telde in 2017 1.424.000 inwoners waarvan 28,2% rooms-katholiek was. 

## Bisschoppen
- Joseph Hagendorens, C.P. (1959-1968)
- Albert Tshomba Yungu (1968-1995)
- Nicolas Djomo Lola (1997-2022)
- Vincent Tshomba Shamba Kotsho (2022-)